# Luis López Sáez
Luis López Sáez, más conocido como Luis López,es un DJ Español de Discoteca, remixer, productor musical de música Dance, locutor de Radio F.M y presentador de música Dance. Conocido por haber sido el director y presentador del espacio radiofónico World Dance Music de Los 40. En la actualidad es el director y presentador del programa Next Level en Mixcloud.

## Biografía
Luis López nació el 14 de enero de 1970 en la ciudad de Requena. Comenzó su carrera como radio DJ, en el año 1990, tras ganar un concurso celebrado por la emisora de Radio Los 40.
En el año 2002, la cadena radiofónica Máxima FM se fijó en él para la presentación del programa de radio  Selección vital. Posteriormente, pasó a presentar y dirigir WDM (World Dance Music) en Los 40. El programa Selección vital fue sustituido por La Roca, actualmente presentado por Miguel Ángel Roca.
En septiembre de 2002 comenzó su andadura como director y presentador del programa radiofónico WDM en Los 40, del Grupo Prisa. Programa de radio dedicado a la música Dance, que ha llegado a emitirse a través del canal de televisión 40TV contando con colaboraciones de artistas internacionales como Pitbull, Inna, Juan Magan, LMFAO o Swedish House Mafia.
En el verano del año 2004 es cuando su carrera como DJ despega con una residencia mensual en la discoteca Pacha Ibiza, compartiendo sesiones junto a artistas de la talla de Carl Cox, Pete Tong, Erick Morillo o David Morales, entre otros. 
Dos años más tarde, en el 2006, Luis produciría para Pacha Radio el programa Pacha Selection, cuya emisión se realizaba a través de Internet. Ese mismo año en los premios nacionales de música de baile, quedó en segunda posición en la categoría de “Mejor Radio Dj de Año”. También el premio Deejaymag al “Mejor Programa del Año”, por WDM. 
A partir de octubre del 2008, el programa de radio WDM dirigido y presentado por el propio disc-jockey, se convirtió en el programa de dance de habla hispana más escuchado en el mundo, puesto que se emite tanto en España como en Colombia, México, Panamá, Costa Rica, Guatemala, República Dominicana, EE. UU., Argentina, Paraguay, Chile y Ecuador. En 2008, Luis López recibió dos nominaciones más para los Premios Deejaymags, “Mejor programa Dance del Año” por WDM y “Mejor Deejay del Año”.
En el año 2009, fue el elegido para cerrar el concierto de Madonna que se celebró en el Circuito Ricardo Tormo de la ciudad de Valencia. Ese mismo año, firma una residencia mensual en el Mambo de Ibiza, emblemático lugar de las Islas Pitiusas donde realiza programas en directo con invitados como Steve Angello, Roger Sánchez o Erick Morillo. Además, recibe el Premio Especial Deejaymag por la expansión de la música Dance española a Latinoamérica. Este mismo año, también fue nominado a Mejor DJ del año en los Deejay Mags Awards
Participó en el festival  Rock in Rio 2010, en Madrid, cuya emisora oficial fue Los 40.
Haciendo uso de las nuevas tecnologías, Luis López introduce en su programa WDM videoconferencias con entrevistas a artistas tan importantes de la escena electrónica como Armin van Buuren, Bob Sinclar, Krewella, Redfoo, Sidney Samson, NERVO, R3hab y Steve Aoki.
En enero de 2014, Luis López compartió cartel con DJs de la talla de Calvin Harris, NERVO, Hardwell, Nicky Romero o Afrojack entre otros muchos, en uno de los festivales más potentes de toda Latinoamérica, The Day After Panamá.
El 30 de agosto de 2020, Luis López anunció en sus redes sociales su retiro por motivos personales del programa radiofónico World Dance Music tras 18 años de dirección y conducción. Agradeciendo también a Los 40 por los 28 años de labor ejercida y también por haberlo tenido en cuenta en dos proyectos cercanos que la emisora iba a realizar con él.
El 27 de febrero de 2021, Luis López anunció en redes sociales su vuelta a la radio mediante un nuevo proyecto propio llamado Next Level. Se trata de un programa de 1 hora de duración que se publica semanalmente en la plataforma Mixcloud y que sigue una dinámica similar a la que venía desarrollando en World Dance Music.

## Producciones

### Discografía
- 2008: Luis López & GabiNewman –  Burning the Vinyl , Vendetta Records.
- 2009: Luis López Feature Celia –  You´ll be mine , Vale Music
- 2010: Luis López Feat Danny Ulman –  Shine , Universal Music Group.
- 2011: Luis López Feat Jesse Lee –  Is This Love , Blanco y Negro Music
- 2012: Luis López Feat Juan Magan & Barbara Muñoz –  Not the one , BMG
- 2013: Luis López Feat Adena –  Lay me down , Clippers
- 2014: Luis López Feat Baby Noel – I'm Doing Fine, BMG
- 2016: Luis López Feat Madison Kiss - God Invented Fridays, Sony Music Entertainment
- 2019: Luis López feat Ortzy - Children Of The Sun

### Remezclas
- 2009: Hinojosa & Zambrano -  Superstar , (Luis López& Kike Bronchal Remix)
- 2009: Dragonfly - Love Is Free, (Luis López & Kike Bronchal Remix)
- 2009: Yves Larock Feat.Steve Edwards -  Listen To The Voice Inside , (Luis López & Kike Bronchal Remix)
- 2010: Chino & Nacho Mi Niña Bonita, (Luis López Remix)

### Compilaciones
- 2002:  Casa Latina Vol.2 Luis López, MUZIC.
- 2005:  Pacha Ibiza Vol. 3 Luis López & Ángel Linde, Pacha Recordings.
- 2006:  Digital Sessions Vol.4 Luis López, La Factoría.
- 2006:  Pacha Selection 06 Luis López, Pacha Radio.
- 2007:  Trackingspain Vol.1 Luis López, Trackingspain.

## Premios
- 2005: Segundo clasificado en la categoría Mejor Radio DJ del Año, Deejaymags, Premios Nacionales de la Música de Baile.
- 2006: Mejor Programa Dance del Año por WDM, Deejaymags, Premios Nacionales de la Música de Baile.
- 2007: Mejor Programa Dance del Año por WDM, Deejaymags, Premios Nacionales de la Música de Baile.
- 2009: Nominaciones Deejaymags, Mejor Programa Dance del Año y Mejor DJ del Año Premios Nacionales de la Música de Baile.
- 2010: Premio Especial Deejaymag, por la expansión de la música dance española a Latinoamérica  en los Premios Nacionales de la Música de Baile.